# NGC 4168
NGC 4168 (również PGC 38890 lub UGC 7203) – galaktyka eliptyczna (E2), znajdująca się w gwiazdozbiorze Panny. Odkrył ją William Herschel 8 kwietnia 1784 roku. Należy do galaktyk Seyferta.